# Dalbergia boehmii
Espèce
Synonymes
- Dalbergia boehmii subsp. boehmii[1]
- Dalbergia elata Harms[1]
- Dalbergia harmsiana De Wild.[1]

Dalbergia boehmii est une espèce de plantes à fleurs de la famille des Fabaceae et du genre Dalbergia. C'est un arbre ou arbuste présent en Afrique tropicale.
Son épithète spécifique boehmii rend hommage au naturaliste allemand Richard Böhm, explorateur de l'Afrique centrale.

## Description
C'est un arbre (ou arbuste) à fleurs blanches, d'une hauteur comprise entre 4 et 10 m.

## Distribution
L'espèce est présente en Afrique tropicale, de l'ouest (Sénégal) à l'est, également vers le sud.

## Habitat
On la rencontre dans une grande variété de zones arborescentes, dans les forêts décidues ou non, le long des cours d'eau, parfois en touffes, à une altitude comprise entre 0 et 1 720 m.

## Liste des sous-espèces
Selon Catalogue of Life (22 juin 2020) :
- sous-espèce Dalbergia boehmii subsp. boehmii
- sous-espèce Dalbergia boehmii subsp. stuhlmannii

Selon The Plant List (22 juin 2020) :
- sous-espèce Dalbergia boehmii subsp. stuhlmannii (Taub.) Polhill

Selon Tropicos (22 juin 2020) (Attention liste brute contenant possiblement des synonymes) :
- sous-espèce Dalbergia boehmii subsp. boehmii
- sous-espèce Dalbergia boehmii subsp. stuhlmannii (Taub.) Polhill